# 1989 UW3
1989 UW3 är en asteroid i huvudbältet som upptäcktes 27 oktober 1989 av den amerikanske astronomen Eleanor F. Helin vid Palomar-observatoriet.
Den tillhör asteroidgruppen Eunomia.